# Sukyo Mahikari
Sukyo Mahikari (inicialmente Sekai Mahikari Bunmei Kyodan - SMBK) ou Arte Mahikari (em português: "luz da verdade"), é um movimento religioso moderno (shinshūkyō), ou uma arte espiritualista ecumênica e sem dogmas, fundado em 1959 por Yoshikazu Okada em Tóquio, baseada no budismo e em revelações divinas de Deus (criador do céu e da Terra), tendo como objetivo, a renovação espiritual e qualidade de vida elevada da humanidade com o uso da Luz Divina e, uma vida centrada em Deus, independentemente da religião.
Possui sede em 75 países, com cerca de um milhão de membros ativos. No Japão, existem cerca de mil sedes, além de 129 na América Latina e 54 no Brasil (dojô), com sede latina situada no município de São Paulo.
A Mahikari, de acordo com os adeptos, é uma sagrada arte concedida por Deus, para transmitir a Luz Divina (ou Luz Verdadeira) com o objetivo de purificar o espírito, a mente e o corpo (potencializando a capacidade humana), através da purificação com uso da imposição da mão (em japonês: okiyome) pelos praticantes (pontes entre Deus e os demais seres humanos). A história mostra, em textos bíblicos e nos sutras, que Jesus e Sidarta praticaram artes semelhantes para levar a salvação aos que sofriam. Atualmente é uma época em que qualquer pessoa pode praticar a Arte Mahikari.
Esta é diferente de tratar doenças ou conceder uma ajuda momentânea. A arte divina procura conceder a salvação aos indivíduos; ou seja, poderá contribuir para a eliminação dos fenômenos de infelicidade causados por questões espirituais, como acidentes de trânsito, fracassos nos negócios, desarmonia familiar, problemas na formação dos jovens e até mesmo os fenômenos relacionados ao meio ambiente, como a contaminação alimentar.

## Etimologia
O termo Mahikari é a fusão de dois vocábulos: "ma" que significa verdade e, "hikari" que significa luz; ou seja, “a luz da verdade”, energia divina que emana do Deus Supremo, vinda da sétima dimensão através da palma da mão (ato de sobreposição ou imposição da mão).

## Origens
Yoshikazu Okada, chamado de mestre Sukuinushi Sama ou mestre Kotama Okada (em português: esfera de luz), fundou a organização Sekai Mahikari Bunbei Kyodan (SMBK) com base em suas experiências anteriores em entidades como a Igreja Messiânica Mundial (Sekai Kyusei Kyo), Oomoto, Budismo e Xintoísmo, com objetivo de ajudar a todos a criar uma civilização mais pacífica e harmoniosa, baseada nas ideias: a origem do mundo é uma só; a origem de todos os seres humanos é uma só, e; a origem de todas as religiões é uma só. Essa unidade é Deus Criador (independente do nome que tome nas várias religiões e filosofias existentes no mundo).
Apesar de Yoshikazu Okada ser citado como fundador da Sukyo Mahikari, é fato que esta entidade só foi fundada em 1978, quatro anos após sua morte com a enteada Koko (Sachiko) Okada (conforme registros em cartório na cidade de Gifu), departamento de Takayama, Japão. Isto deu-se após uma longa batalha judicial, motivando esta dissidência da entidade fundada pelo Sukuinushi-Sama, que foi a Sekai Mahikari Bunmei Kyodan, mantida sob controle por Sakae Sekiguchi, um dos braço-direito do fundador.
Pensando na prosperidade de sua pátria, construiu uma fábrica de aeronaves, que foi destruída por bombardeios em 1945. Além disso, contraiu dívidas em valores altíssimos, mas conseguiu saldá-las graças a uma providência divina. Um dia, enquanto orava para retribuir a Deus por essas bênçãos, recebeu dos Céus a revelação: “Levanta-te, faze-te chamar Kotama (esfera de luz). Impõe a mão. O mundo tornar-se-á rigoroso”. Assim, com 58 anos de idade, fundou a organização Mahikari. Por meio da imposição da mão e de levar a salvação às pessoas que sofrem.
Segundo os ensinamentos da Sukyo Mahikari, Keishu Okada (Oshienushisama), filha de Sukuinushisama, foi sua primeira discípula e acompanhou o Mestre desde o início da organização. No dia 13 de junho de 1974, o Mestre Kotama realizou a cerimônia de sucessão outorgando à sua filha o Omitama de YO (símbolo de sucessão), nomeando-a Segunda Grã-Mestra. Logo após a sucessão, muitos acreditam que Sukuinushisama, por ter passado o omitama por meio de revelação divina à sua filha, começaram a seguir a Sukyo Mahikari, e após iniciou-se a construção do Templo de Deus SU para a veneração do Criador dos Céus e da Terra.
Em 1947, nasceu em Tóquio o terceiro Grão Mestre do Mahikari, Mestre Kôo Okada. Tornou-se praticante da Mahikari aos 16 anos e, durante a época da faculdade, foi líder do Grupo de Jovens da Mahikari. Em 1970, integrou a primeira turma de candidatos a dirigente, tornando-se discípulo do Mestre Sukuinushisama. Em 2002, foi nomeado Assessor da Segunda Grã-Mestra (Oshienushisama) e, em 2009, recebeu o Omitama de Terceiro Oshienushisama. Mestre Kôo Okada criou uma usina hidrelétrica de pequeno porte na cidade de Takayama, no Japão, e tem contribuído com a criação de escolas de ensino fundamental e orfanatos, entre outros projetos.
Em 2013, o dia 27 de fevereiro, data de nascimento de Sukuinushisama, foi incluído no calendário oficial do município e do Estado de São Paulo como o Dia da Sukyo Mahikari; em 2019, foi instituído o Dia Nacional da Sukyo Mahikari, a ser comemorado anualmente nesse mesmo dia.

### Arte Mahikari
Os dirigentes ensinam que o objetivo da prática da Arte Mahikari (ou da Verdadeira Luz) é purificar e revitalizar o nosso espírito, mente e corpo e que através desta prática espiritual, as pessoas possam acumular experiências que as ajudarão a crescer espiritualmente e a sintonizar-se mais com a vontade de Deus.
Os ensinamentos da Sukyo Mahikari apontam para o respeito a princípios universais, pode ser de qualquer religião para praticar a Arte Mahikari.
A palavra Sukyo refere-se a leis universais imutáveis. Elas são as leis governando os arranjos que Deus fez para o funcionamento de todas as coisas.
Os Fundamentos da Sukyo Mahikari são pautados na fé dirigida ao Criador dos Céus e da Terra, também chamado de Deus SU e essa fé se baseia em atitudes que possibilitem a aproximação com Deus no dia a dia. A prática busca fazer com que as pessoas apliquem os ensinamentos com pequenas ações rotineiramente. Pode-se dizer que um fundamento da fé dirigida a Deus é dedicar esforços para conseguir alcançar uma felicidade indestrutível.
Para atingir a felicidade deve-se ter saúde, harmonia e prosperidade por meio da prática da Arte Mahikari. Ao praticar, receber e transmitir a luz divina, observa-se uma melhora no aspecto espiritual do indivíduo, o que resultará em um bem-estar físico e emocional. Acredita-se que a purificação das pessoas possibilitará a edificação de um mundo repleto de famílias harmoniosas, uma sociedade sem tragédias e um mundo de paz. Para tornar possível a construção de uma civilização paradisíaca, é necessário formar o maior número de possível de pessoas com sentimentos virtuosos.

## Divisão em duas organizações
A Sukyo Mahikari tem as suas raízes numa organização fundada por Kotama Okada a 28 de Agosto de 1959 (SMBK) e a  Associação LH Amigos Yokoshi (LH Yokoshi no Tomo), a fim de promover a prática da Mahikari, ensinando-se que teria sido fruto de revelação que recebera de Deus Criador, a 27 de Fevereiro de 1959, na verdade uma compilação de ensinamentos prévios correntes, divulgados e praticados no Japão desde o final do século XIX e início do século XX, até a 2ª Grande Guerra.
Em setembro de 1964, iniciaram-se as atividades do grupo juvenil, precursor do Grupo de Jovens Mahikari Seintentai, formado oficialmente em abril de 1966.
Em 1970, tem início as atividades da Mahikari na África e Europa, começando por Paris, na França, onde o primeiro seminário de Grau Básico foi realizado em setembro de 1971. Em setembro de 1973, Kotama Okada visitou a Europa e, expandindo-se para os demais continentes: América do Norte, América do Sul, Oceania e Ásia.
Em cerimônia ocorrida logo após o falecimento de Okada (vítima de um derrame cerebral em 1974), a filha adotiva Koko Inoue anunciou que Sakae Sekiguchi, então diretor superior da organização (apoiador do fundador), seria o novo líder mundial e sucessor espiritual de Kotama Okada. Porém dias depois influenciada por Tomomori (serviu ao exército japonês junto com o fundador), Inoue voltou sua descisão e anunciou em 13 de Junho de 1974 (dez dias antes da sua morte) que Okada a teria designado como a segunda líder espiritual.
Esta controvérsia chegou ao Tribunal de Tóquio, virando um  embate jurídico entre Keishu Okada e Sakae Sekiguchi, onde estes fatos encontram-se registrados oficialmente, assim como o reconhecimento dos direitos de sucessão de Kotama.
Em 23 de Junho de 1978, quatro anos após a morte do Sukuinushi-Sama, a filha adotiva anunciou que registrou formalmente uma nova entidade, a Sukyo Mahikari - SM como uma nova organização religiosa, separando-se da organização principal Sekai Mahikari Bunmei Kyodan - SMBK, sendo ela a líder espiritual. Disse que a sua primeira prioridade era a de construir Suza, o Templo Mundial.
Em julho de 1979, Keishu Okada inicia a construção do Templo Mundial de Sukyo Mahikari. Sendo inaugurado em novembro de 1984, numa cerimônia que durou nove dias e reuniu cerca de 100 mil pessoas de todo o mundo.
Em maio de 1986, Keishu Okada visitou pela primeira vez alguns países das Américas Central e do Sul. Em outubro do mesmo ano, Mahikari realizou o Primeiro Congresso Internacional da Civilização Yoko.
Em novembro de 1989, Mahikari constrói a Clínica de Saúde Yoko.
Em maio de 1993, Keishu Okada visita a Europa e África.
Em abril de 1999 é inaugurado o Museu Hikaru.
Em setembro de 2000, Keishu Okada visita a Oceania.
Em outubro de 2002, o Mestre Koya é nomeado Odairisama (Oshienushisama em exercício).
Em fevereiro de 20014, a mestre Keishu Okada visita a Ásia e em agosto do mesmo ano, o Mestre Koya visita a Europa.
Em novembro de 2005, Mestre Koya visita a África, em novembro de 2006, a América do Norte e em junho de 2008, a América Latina.
Em novembro de 2009, quando Mahikari completou 50 anos, Mestre Koya Okada recebe a nomeação como Terceiro Grão-Mestre (Oshienushisama) e o nome de Mestre Kô-o.
Em agosto de 2013, a Assembleia Legislativa de São Paulo e a Câmara Municipal de São Paulo aprovam leis que instituem o dia 27 de fevereiro como o Dia da Sukyo Mahikari.

### Sedes
Dividida em dois ramos SMBK e SM, ambas denominadas por "Mahikari", há duas sedes mundiais, localizando-se a sede do tronco de origem (SMBK) em Atami e da sua principal derivação (Sukyo Mahikari) em Takayama, no Japão. Existem ainda sedes regionais na América Latina, América do Norte, Austrália, Singapura, Europa e África.
A sede mundial da mahikari, mais especificamente da Sukyo Mahikari (o maior dos movimentos), está situada em Hida, Takayama, no Japão. Lá está construído o chamado Templo Mundial Principal SUZA, onde é venerado Deus.
O templo foi inaugurado em 1984 em uma área de aproximadamente 20.000 metros quadrados. Esse templo, bem como todos os outros da religião, foi construído apenas com doações que seus seguidores fizeram especificamente para a construção, independente das demais feitas mensalmente em todas as sedes do mundo.
Uma sede da Mahikari é formalmente um local de aprimoramento espiritual. É um lugar onde se fortalece o espírito, ou seja, as pessoas treinam para se sintonizarem com a vontade de Deus. Nas sedes da Mahikari aprende-se as regras básicas para impor a mão, estudar e praticar o Ensinamento. É importante dizer que não é um local de cura de doenças, mas sim um lugar onde as pessoas despertam espiritualmente para a verdadeira causa das doenças, para os pecados que cometeram e para a necessidade de compensá-los. Portanto, dizem que é um lugar em que se resolvem as causas da infelicidade. A sede tem por objetivo a purificação, elevação espiritual e a divinização.
Sukyo Mahikari possui sede nas seguintes cidades do Brasil:
Região Norte: Manaus e Belém;
Região Nordeste: Fortaleza, Ilhéus, Natal, Recife, Salvador, Teresina, João Pessoa e Vitória da Conquista;
Região Centro-Oeste: Brasília, Campo Grande, Cuiabá, Goiânia e Taguatinga;
Região Sudeste: Americana, Araçatuba, Belo Horizonte, Bragança Paulista, Campinas, Carrão, Franca, Guarujá, Guarulhos, Mogi das Cruzes, Ourinhos, Pinheiros, Piracicaba, Presidente Prudente, Registro, Ribeirão Preto, Rio de Janeiro, Santana, Santo Amaro, Santo André, Santos, São Bernardo do Campo, São Joaquim, São José dos Campos, São Lourenço, São Miguel Paulista, São Paulo, São Vicente, Vitória e Zona Oeste do Rio; e
Região Sul: Alegrete, Apucarana, Assis Chateaubriand, Cornélio Procópio, Criciúma, Curitiba, Florianópolis, Londrina, Maringá, Paranavaí, Passo Fundo, Ponta Grossa, Porto Alegre, Rolândia, Santa Maria, Santa Rosa e Santiago.

## Okiyome
Para os praticantes, a técnica okiyome  consiste na transmissão da "luz verdadeira" (Ma = Verdade; Hikari = Luz) através da palma das mãos ou da ponta dos dedos. Essa "energia cósmica e purificadora" eliminaria as essências tóxicas espiritual, mental e física, permitindo, dessa maneira, que o ser humano volte a viver de acordo com os princípios fundamentais do Universo, adquirindo de modo natural a saúde, a harmonia e a prosperidade. Enfim, uma vida feliz e produtiva. Quem pode fazer o okiyome é aquele fez um treinamento de três dias e recebeu o sagrado Omitama. Medalha recebida ao final do terceiro dia desse treinamento, o qual os membros acreditam ser uma antena que capta a luz divina.
Supremo = Deus Criador, que está acima de tudo
Na Mahikari a pratica de radiar Luz Divina das mãos é chamada "Mahikari no waza", que literalmente significa algo como "a prática da luz verdadeira". Diz-se também sobre dar e receber purificação ( Okiyome ).
A imposição das mãos é um gesto arquetípico e recorrente; além das diversas práticas contemporâneas que dele se utilizam, este gesto já foi consagrado através de citações na literatura sagrada de diversas religiões tradicionais, em particular no cristianismo: era através da imposição das mãos ou de toques que Cristo realizava suas curas. O gesto é a evocação da memória mítica, que ele sintetiza.
 O espaço no templo da Mahikari possui características especiais que o separam do espaço profano, assim como na Igreja Messiânica. Cada um deles, de maneira própria, aproxima-se do espaço não-homogêneo do mito. O procedimento ritualizado concentra as forças (sagradas) que poderão manifestar-se através da cura. O modelo de relação entre o curador e cliente é arquetípico e universal, configurando um campo de força específico. As atitudes Sunao (Mahikari) e Makoto (Igreja Messiânica) podem ser avaliadas como maneiras de se deslocar a atenção do ego do processo de cura, permitindo que a cura possa manifestar-se em sintonia com motivações superiores. Os procedimentos concorrem para que se manifestem Estados Especiais de Consciência, que constituem-se em experiências que podem possuir profundos efeitos transformativos na vida do indivíduo. 
 A reunião de todo esse conjunto de processos ou de parte deles possui um efeito particular, que é o que simboliza o gesto de cura: a evocação de forças primordiais (como refere-se Eliade ao mito) que “colhem” o sujeito poderosamente, podendo assim compreender-se a cura. O surgimento destas forças caracterizam um “renascimento” do indivíduo, reajustado ao espaço/tempo de sua existência. 
A imposição da mão permite irradiar, por meio da palma da mão, a Luz Divina com o objetivo de purificar todas as coisas e, consequentemente, buscar a solução dos sofrimentos e problemas. Trata-se de uma Arte Divina para levar salvação à Humanidade, contribuindo para a solução da infelicidade, como acidentes de trânsito, dificuldades financeiras, brigas, desarmonia familiar, delinquência juvenil, contaminação alimentar, poluição, entre outros.
O Okiyome pode ser feito em tudo: pessoas, alimentos, água, plantas, máquinas, etc. Por meio da imposição da mão, fenômenos inexplicáveis podem acontecer. Por exemplo, relatos mostraram animais moribundos reviverem, máquinas e relógios voltam a funcionar e a durabilidade dos objetos passou a ser maior.
Acredita-se que oitenta por cento dos fenômenos de infelicidade têm origem em perturbações de ordem espiritual. A Luz Verdadeira (divina), transmitida pela imposição da mão, purifica o âmbito espiritual e é fundamental para a salvação espiritual. Para praticar a Arte Mahikari não é preciso passar por treinamentos especiais. Basta participar de um seminário com a duração de três dias.

## Dicionário
- Dai dojo, Tyu dojo, sho dojo e jun dojo: Sedes da mahikari, onde são praticadas a "arte mahikari" e o aprimoramento espiritual, através da respectiva arte.
- Okiyomesho e Renrakusho: outros tipos de sedes, não "oficiais", similar as outras.
- Goshintai: É um quadro sagrado, localizado no "Altar Divino" que está conectado a Deus Su. Este quadro emana sem interrupções a Luz Divina.
- Hito: É o verdadeiro filho de Deus, purificado e de acordo com os ensinamentos da Mahikari.
- Mahikaritai: É o grupo de jovens da mahikari.
- Okiyome: É a arte mahikari (imposição da mão), a arte de irradiar luz divina pela palma da mão a chamada Luz espiritual proveniente de Deus Su, para purificar praticamente tudo. Exemplo: pessoas, animais, alimentos, ambientes em geral, plantas, etc..
- Omitama: É uma medalha sagrada que está conectada a Deus Su, através de ondas espirituais, possibilitando a transmissão da Luz Divina e a prática do okiyome.
- Seijoka: Termo que designa o processo de purificação.

### Agradecimento
Membros da Mahikari, quando se tornam kumite, retribuem sua conexão com Deus Su mensalmente com um valor de R$25,00 (vinte e cinco reais) (no caso do Brasil).
As contribuições dos praticantes da Mahikari são voluntárias e são uma forma de expressar gratidão a Deus Su. Todas as contribuições são espontâneas e associadas a um agradecimento.

### Treinamentos
Membros da mahikari, entretanto, argumentam que os treinamentos ministrados pelos mestres praticantes da arte mahikari são seminários onde o participante tem como maior desafio absorver três dias de ensinamentos intensos, pois os iniciantes passam esses três dias sentados ouvindo de forma ininterrupta os preceitos que são permitidos aos membros iniciantes.
Para que os membros possam passar a níveis mais elevados da hierarquia mahikari, precisam cumprir metas para assim poderem realizar outros seminários onde ouvirão ensinamentos adequados a cada nível.

### Outros movimentos religiosos
- Sekai mahikari bunmei kyodam, ativa desde 1959. Esta, deu origem a outras 5 organizações;
- Shin yu gen kyu sei mahikari kyodan, desde 1974;
- Sukyo mahikari, desde 1978;
- Subikari koha sekai shinda, desde 1980;
- Mahikari seiho no kai; e
- Yokoshi tomo no kai.

Dois movimentos teriam inspirado a criação destes. São eles:
- Seita Omoto kyo, ativa desde 1892; e
- Sekai kyusei kyo (também chamada de Johrei ou simplesmente SKK), desde 1934. Esta, deu origem a outras 21 organizações.

## Obras
Muitos livros e revistas foram publicados sobre a mahikari, e são distribuídos livremente para quem desejar, bastando procurar um dojo.
A principal obra sobre o ensinamento do movimento é o Goseigen, conhecido como livro de revelações divinas. Livro em que os membros acreditam ter sido totalmente escrito através de revelações divinas por seu fundador para ser o guia dos escolhidos por deus.
O movimento publica mensalmente uma revista que é distribuída aos membros. Esta, traz informações sobre a filosofia, as práticas e costumes da mahikari, além de depoimentos de adeptos.

## Agricultura Yoko
O Método Agrícola Orgânico (YOKO) é um método utilizado nas chamadas “Fazendas Yoko”, resgatando solos pobres e desgastados, sem aditivos químicos, fazendo uso de quatro práticas essenciais: adubação orgânica, palavras positivas,sentimento de gratidão e imposição da mão (Arte Mahikari). 
A prática da imposição da mão (Arte Mahikari), associada às outras práticas do Sistema Agrícola Orgânico (YOKO) ajuda na formação da clorofila; facilita a mobilidade dos nutrientes e o transporte no floema, das partes mais velhas para as jovens, apresentando excelente resultado no desenvolvimento da planta, que se torna viçosa e saudável. Esse método faz uso da invisível e extraordinária energia emanada das partículas ultrainfinintesimais, do “mundo vazio”, onde permeia a menor partícula do átomo, conhecida até hoje, o “quark” (Kotama Okada), alterando a fisiologia da planta por emissão de biofótons , numa troca de “informação inteligente” entre o ser humano e a terra, num diálogo inconsciente